# Chamaesyrphus pruinosomaculatus
Chamaesyrphus pruinosomaculatus là một loài ruồi trong họ Ruồi giả ong (Syrphidae). Loài này được Strobl mô tả khoa học đầu tiên năm 1906. Chamaesyrphus pruinosomaculatus phân bố ở vùng Cổ Bắc giới